# Xyris fugaciflora
Xyris fugaciflora är ett gräs som beskrevs 1899 av Alfred Barton Rendle. Arten ingår i släktet Xyris och familjen Xyridaceae. Gräset är känt från ett område nordost om Tanganyikasjön och västerut i Burundi, Kongo-Kinshasa, Angola och Zambia. Inga underarter finns listade i Catalogue of Life.